# Guy III de Châtillon
Guy III de Châtillon, né vers 1165 et mort vers 1191, est seigneur de Châtillon, de Montjay, de Troissy, de Crécy et de Pierrefonds au milieu du XIIe siècle. Il est le fils de Guy II de Châtillon et d'Alix de Dreux.

## Biographie
Il devient seigneur de Châtillon vers 1170 à la mort de son père Guy II de Châtillon.
En 1189, ayant décidé avec son frère puîné Gaucher III de participer à la troisième croisade, ils font tous deux, avec l'accord de leur frère Robert un don au prieuré de Longueau. Les deux frères partent ensuite en Terre Sainte et participent au siège de Saint-Jean-d'Acre où Guy III trouve la mort.
À sa mort, il est remplacé comme seigneur de Châtillon par son frère puîné Gaucher III.

## Mariage et enfants
Guy III de Châtillon n'a pas d'union ni de postérité connue.